# United Negro College Fund
Le « United Negro College Fund (UNCF) » est une organisation philanthropique américaine qui lève des fonds pour les frais de scolarité et pour les frais généraux universitaires des étudiants noirs inscrits dans 39 universités historiquement noires privées.
Le UNCF a été créé le 25 avril 1944 par Frederick D. Patterson (alors président de ce qui est maintenant l'université Tuskegee), Mary McLeod Bethune, et d'autres.
En 1988, Michael Jackson a tenu une conférence de presse annonçant son don de 600 000 $ au United Negro College Fund (UNCF) pour aider les étudiants des universités noires.

## Sources de traduction
- (en) Cet article est partiellement ou en totalité issu de l’article de Wikipédia en anglais intitulé « United Negro College Fund » (voir la liste des auteurs).